# Élections législatives autrichiennes de 1994
Les élections législatives autrichiennes de 1994 (Nationalratswahl in Österreich 1994, en allemand), se sont tenues le 9 octobre 1994, en vue d'élire les cent quatre-vingt-trois députés du Conseil national, pour un mandat de quatre ans.
Le Parti social-démocrate d'Autriche remporte ces élections mais s'affaiblit avec une chute de plus de 8 %. Il est suivi des conservateurs et des eurosceptiques.

## Contexte
Franz Vranitzky est chancelier depuis 1986, il est à la tête d'une coalition avec l'ÖVP.

## Mode de scrutin

Carte des neuf Länder.

L'Autriche est une république semi-présidentielle dotée d'un parlement bicaméral.
Sa chambre basse, le Conseil national (en allemand : Nationalrat), est composée de 183 députés élus pour cinq ans selon un mode de scrutin proportionnel de liste bloquées dans neuf circonscriptions, qui correspondent aux Länder, à raison de 7 à 36 sièges par circonscription selon leur population. Elles sont ensuite subdivisées en un total de 43 circonscriptions régionales.
Le seuil électoral est fixé à 4 % ou un siège d'une circonscription régionale. La répartition se fait à la méthode de Hare au niveau régional puis suivant la méthode d'Hondt au niveau fédéral.
Bien que les listes soit bloquées, interdisant l'ajout de noms n'y figurant pas, les électeurs ont la possibilité d'exprimer une préférence pour un maximum de trois candidats, permettant à ces derniers d'être placés en tête de liste pour peu qu'ils totalisent un minimum de 14 %, 10 % ou 7 % des voix respectivement au niveau régional, des Länder, et fédéral. Le vote, non obligatoire, est possible à partir de l'âge de 18 ans.

## Partis et têtes de liste
| Parti | Parti                                                                    | Idéologie                                                      | Tête de liste                                                    | Résultat en 1990           |
| ----- | ------------------------------------------------------------------------ | -------------------------------------------------------------- | ---------------------------------------------------------------- | -------------------------- |
|       | Parti social-démocrate d'Autriche Sozialdemokratische Partei Österreichs | Centre gauche Social-démocratie, progressisme                  | Franz Vranitzky (Chancelier fédéral)                             | 42,8 % des voix 80 députés |
|       | Parti populaire autrichien Österreichische Volkspartei                   | Centre droit Démocratie chrétienne, conservatisme, libéralisme | Erhard Busek (Ministre fédéral de la Science et de la Recherche) | 32,1 % des voix 60 députés |
|       | Parti de la liberté d'Autriche Freiheitliche Partei Österreichs          | Extrême droite Nationalisme, conservatisme, euroscepticisme    | Jörg Haider                                                      | 16,6 % des voix 33 députés |
|       | Les Verts - L'Alternative verte Die Grünen - Die Grüne Alternative       | Centre gauche Écologie politique, progressisme                 | Madeleine Petrovic                                               | 4,8 % des voix 10 députés  |
|       | Forum libéral Liberales Forum                                            | Centre droit Libéralisme, libertarianisme                      | Heide Schmidt                                                    | Inexistant                 |

## Résultats

### Nationaux
|                        |                                                             |           |       |               |        |               |  |  |  |  |  |  |  |  |
| Parti                  | Parti                                                       | Voix      | %     | +/-           | Sièges | +/-           |  |  |  |  |  |  |  |  |
|                        | Parti social-démocrate d'Autriche (SPÖ)                     | 1 617 804 | 34,92 | 7,86          | 65     | 15            |  |  |  |  |  |  |  |  |
|                        | Parti populaire autrichien (ÖVP)                            | 1 281 846 | 27,67 | 4,39          | 52     | 8             |  |  |  |  |  |  |  |  |
|                        | Parti de la liberté d'Autriche (FPÖ)                        | 1 042 332 | 22,50 | 5,87          | 42     | 9             |  |  |  |  |  |  |  |  |
|                        | Les Verts - L'Alternative verte (Grüne)                     | 338 538   | 7,31  | 2,53          | 13     | 3             |  |  |  |  |  |  |  |  |
|                        | Forum libéral (LIF)                                         | 276 580   | 5,97  | Nv.           | 11     | 11            |  |  |  |  |  |  |  |  |
|                        | Group d'action civique contre la vente de l'Autriche (NEIN) | 41 492    | 0,90  | Nv.           | 0      | en stagnation |  |  |  |  |  |  |  |  |
|                        | Parti communiste d'Autriche (KPÖ)                           | 11 919    | 0,26  | 0,29          | 0      | en stagnation |  |  |  |  |  |  |  |  |
|                        | Communauté des électeurs chrétiens (CWG)                    | 9 051     | 0,20  | en stagnation | 0      | en stagnation |  |  |  |  |  |  |  |  |
|                        | Verts unis d'Autriche (VGÖ)                                 | 5 776     | 0,12  | 1,84          | 0      | en stagnation |  |  |  |  |  |  |  |  |
|                        | Parti autrichien de la loi naturelle (ÖNP)                  | 4 209     | 0,09  | Nv.           | 0      | en stagnation |  |  |  |  |  |  |  |  |
|                        | Citoyens verts d'Autriche - Démocrates libres (BGÖ)         | 2 504     | 0,05  | Nv.           | 0      | en stagnation |  |  |  |  |  |  |  |  |
|                        | Le meilleur parti (DBP)                                     | 581       | 0,01  | Nv.           | 0      | en stagnation |  |  |  |  |  |  |  |  |
|                        | Fritz Georg                                                 | 482       | 0,01  | 0,04          | 0      | en stagnation |  |  |  |  |  |  |  |  |
|                        |                                                             |           |       |               |        |               |  |  |  |  |  |  |  |  |
| Suffrages exprimés     | Suffrages exprimés                                          | 4 633 114 | 97,93 |               |        |               |  |  |  |  |  |  |  |  |
| Votes blancs et nuls   | Votes blancs et nuls                                        | 97 873    | 2,07  |               |        |               |  |  |  |  |  |  |  |  |
| Total                  | Total                                                       | 4 730 987 | 100   | –             | 183    | en stagnation |  |  |  |  |  |  |  |  |
| Abstention             | Abstention                                                  | 1 043 013 | 18,06 |               |        |               |  |  |  |  |  |  |  |  |
| Inscrits/Participation | Inscrits/Participation                                      | 5 774 000 | 81,94 |               |        |               |  |  |  |  |  |  |  |  |

### Analyse
Le Parti social-démocrate d'Autriche conserve la première place avec 34,92 % mais chute de presque 8 %, de même que le Parti populaire autrichien qui chute de plus de 4 % tandis que le Parti de la liberté d'Autriche, augmente son score de 6 %. Un nouveau parti fait son entrée au parlement, le Forum libéral qui obtient 11 sièges avec 5,96 %.

### Conséquences
Franz Vranitzky reste chancelier et forme un quatrième gouvernement qui est de nouveau une coalition avec les conservateurs. Ils possèdent ensemble moins de députés qu'en 1994, 117 députés soit 63,9 % des sièges.